# Vilaflor de Chasna

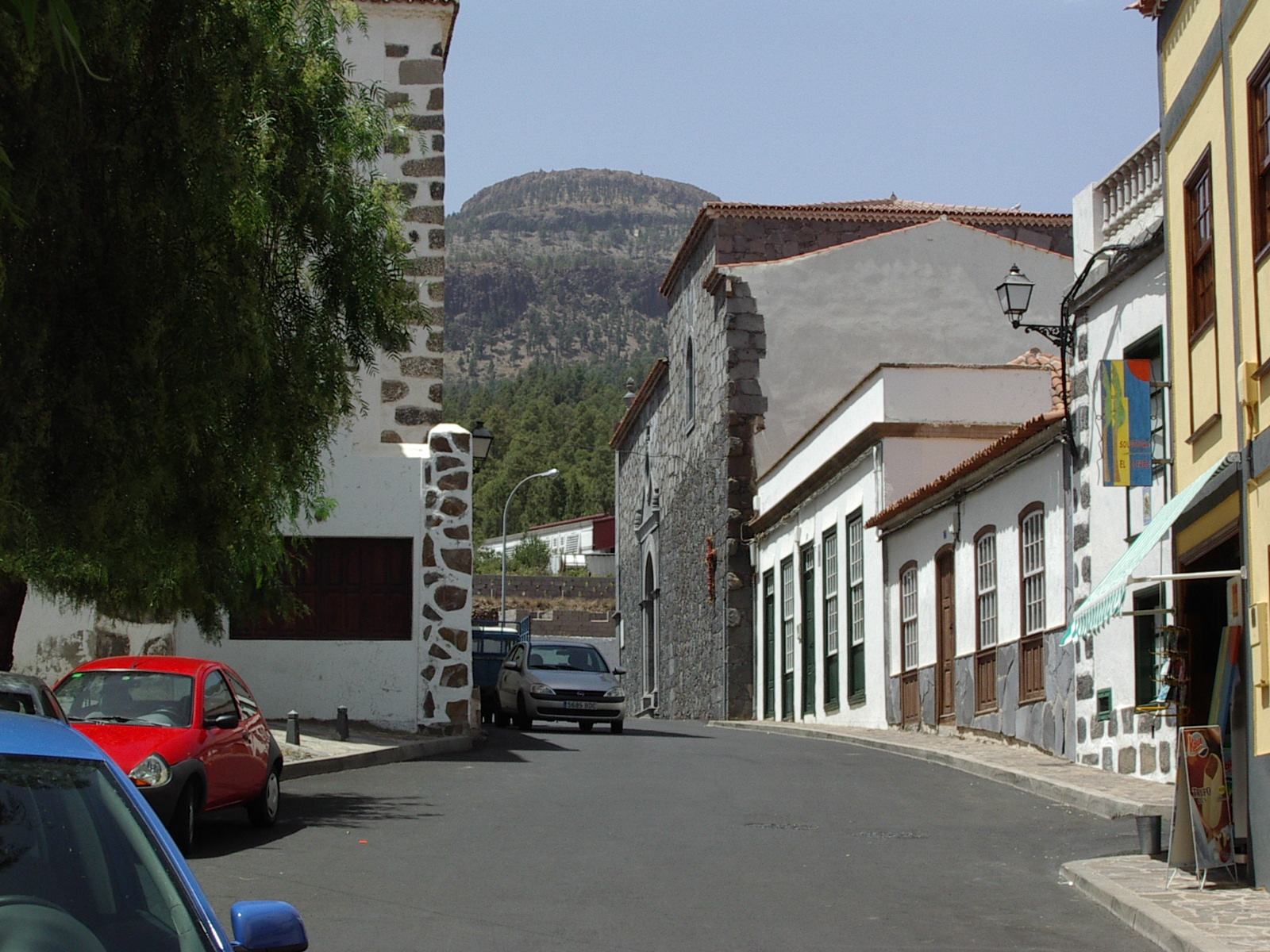
Vilaflor.

Vilaflor de Chasna est une commune de la province de Santa Cruz de Tenerife dans la communauté autonome des Îles Canaries en Espagne. Elle est située au sud de l'île de Tenerife.
Elle est située dans les montagnes, sur les flancs du cirque de Las Cañadas. C'est une des trois communes de l'île, avec El Tanque et Tegueste, qui ne dispose pas de côte.
Vilaflor est la localité la plus élevée de Tenerife (1 466 m d'altitude) et une des localités les plus élevées de toute l'Espagne. Dans la région environnante, on cultive la vigne et les pommes de terre ainsi que des fruits, des fleurs à couper et des légumes.
Dans cette ville est né Pedro de San José Betancur, missionnaire au Guatemala et premier saint natif des îles Canaries. À l'endroit exact de sa maison natale se trouve maintenant le Sanctuaire de Santo Hermano Pedro.
Le mont Sombrerito (2 500 m d'altitude) qui domine la localité est le symbole de Vilaflor.
La belle route en serpentins qui traverse Vilaflor en provenance du mont Boca de Tauce a été construite dans d'effroyables conditions par des prisonniers républicains du 91e bataillon disciplinaire stationné dans la localité entre 1941 et 1943.

## Géographie

### Localisation

Localisation de l'île de Tenerife dans les Îles Canaries.
Localisation de Vilaflor de Chasna dans l'île de Tenerife.

|       | La Orotava                   |                     |
| Adeje | Vilaflor de Chasna           | Granadilla de Abona |
|       | Arona et San Miguel de Abona |                     |

## Démographie
| Année | Population | Densité (hab./km2) |
| ----- | ---------- | ------------------ |
| 2000  | 1 634      | 29,04              |
| 2001  | 1 707      | 30,34              |
| 2002  | 1 776      | 31,56              |
| 2003  | 1 798      | 31,96              |
| 2004  | 1 895      | 33,68              |
| 2006  | 1 905      | 33,86              |
| 2009  | 1 854      | 32,95              |